# مسابقه آواز یوروویژن ۱۹۷۱
مسابقه آواز یوروویژن ۱۹۷۱ ۱۶مین دوره از مسابقات آواز یوروویژن بود که در Gaiety Theatre، دوبلین، ایرلند برگزار شد. برنده آن کشور موناکو بود.